# Candida (Kampanien)

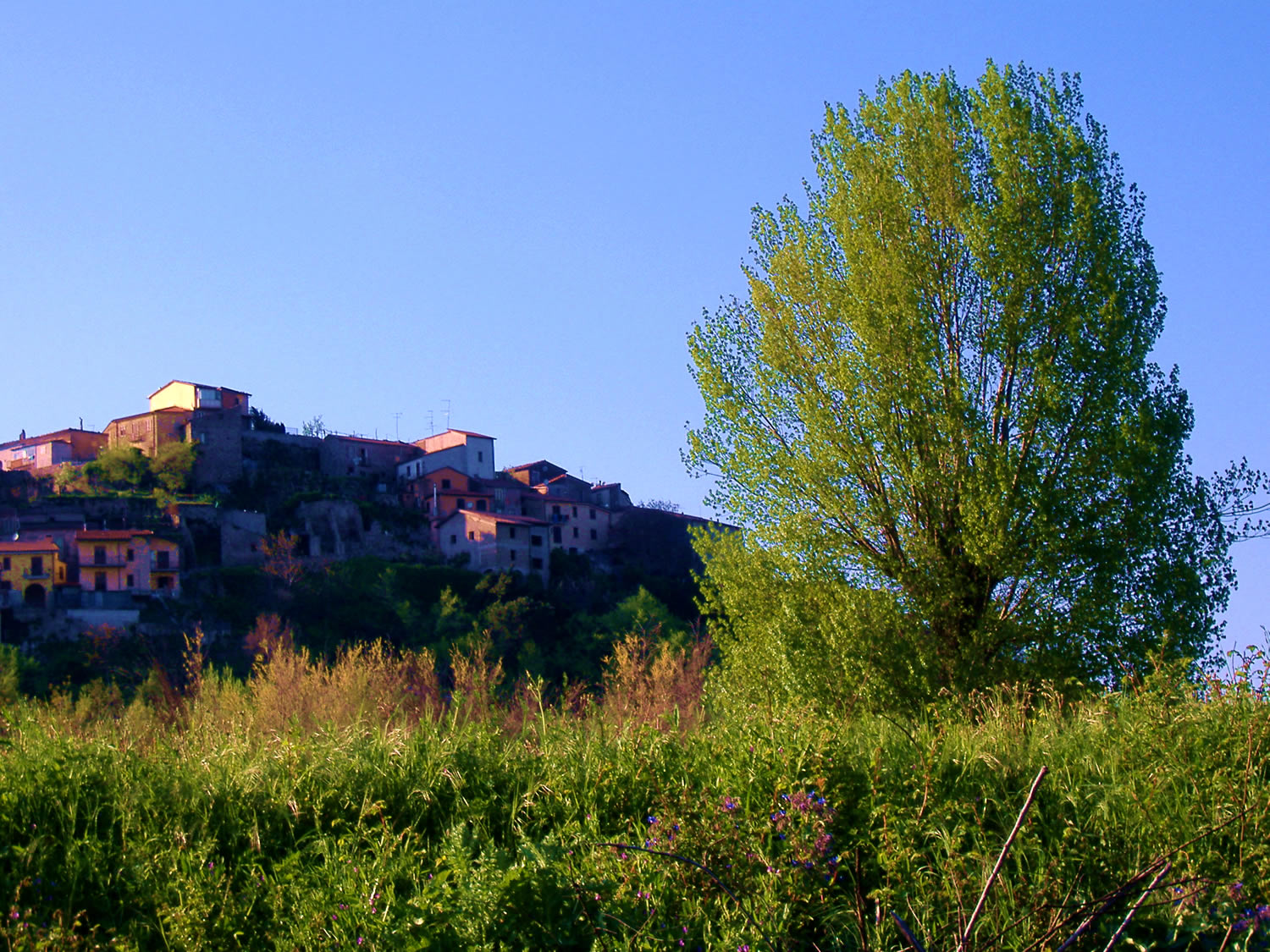
Candida

Candida ist eine italienische Gemeinde mit 1103 Einwohnern (Stand 31. Dezember 2023) in der Provinz Avellino in der Region Kampanien. Die Gemeinde ist wirtschaftlich von der Landwirtschaft geprägt.

## Geografie
Der Ort liegt auf einem Hügel in etwa 580 m Höhe. Die Entfernung zur südwestlich gelegenen Provinzhauptstadt Avellino beträgt ungefähr zehn Kilometer, Neapel liegt etwa 70 km westlich.
Die Nachbargemeinden sind Lapio, Manocalzati, Montefalcione, Parolise, Pratola Serra und San Potito Ultra.

## Geschichte
Bodenfunde belegen, dass schon im 4. Jahrhundert v. Chr. auf dem Gebiet der Gemeinde Menschen gelebt haben müssen. Die erste schriftliche Erwähnung stammt aus dem Jahr 1045, als es während der Herrschaft der Langobarden unter die Hoheit von Avellino kam.